# Реструктуризация ипотечного жилищного кредита
Реструктуризация ипотечного жилищного кредита  — это оказание помощи заёмщику в исполнение обязательств по ипотечному кредиту (займу), позволяющей ему избежать утраты единственного жилья и восстановить свою платёжеспособность.

## Теория реструктуризации

### Необходимость реструктуризации
Ипотечный кредит, в отличие от иных видов потребительского кредитования, имеет ряд особенностей, который позволяют применять к нему иные подходы, нежели в классическом розничном кредитовании. Из общего числа особенностей следует выделить:
1. Долговременность, в отличие от краткосрочного кредитования (до 3-х лет) в течение срока ипотечного кредита (15 лет и более) с высокой вероятностью у заёмщика могут возникнуть проблемы с обслуживанием своего обязательства. В числе наиболее частых следует выделить:
- Смена работы. Теория семейных финансов рекомендует наличие семейной подушки безопасности в размере 6 месячных окладов. Однако такую «подушку» имеет менее 15 % домохозяйств, следовательно, смена работы (даже плановая) в большинстве случаев приводит к разрыву в платежах.
- Развод супругов, то есть выпадение доходов домохозяйства по обслуживанию долга.
- Рождение ребёнка, то есть постоянный рост расходов и временное падение доходов домохозяйства[2].

2. Наличие качественного обеспечения. Большинство кредиторов при выдаче ипотечного кредита требуют привлечения собственных средств заёмщика в размере ~ 30 % для покупки недвижимости. Таким образом, соотношение кредит/залог (LTV) составляет 70 % и достаточно для удовлетворения долга заёмщика.
- Важно понимать, что с течением времени это соотношение в большинстве случаев улучшается: в долгосрочном тренде цены на недвижимость растут, а за счёт регулярных платежей долг заёмщика снижается.
- Поведение[прояснить] валютных кредитов сильно зависит от валютного риска: при укреплении национальной валюты это соотношение улучшается, при девальвации — может резко ухудшиться.

3. Высокое соотношение долга и доходов у источника погашения. Следует учитывать, что средний срок ипотечных кредитов (при выдаче) составляет ~200 месяцев, а большинство добросовестных кредиторов при выдаче кредитов стараются ориентироваться именно на доходы заёмщика, понимая, что реализация предмета залога является скорее исключением, чем правилом. В таком случае рекомендуемое соотношение платёж/доход (PTI) составляет <50 % (лучше 30-45 %). Следовательно, соотношение долга и ежемесячных доходов заёмщика составляет 1:100.
- Из этого следует важный вывод — ни в коем случае нельзя затягивать решение проблемы с временной невозможностью обслуживания долга. Любая задержка приводит к резкому нарастанию обязательств заёмщика (если средняя ставка по ипотеке на уровне 12 %, долг заеёщика [даже без пеней и штрафов] вырастает за месяц на 1 %, что равняется месячному доходу домохозяйства).

### Элементы и методы реструктуризации
Ключевым элементом успешной реструктуризации, безусловно, является аналитика, которая должна дать ответы на следующие вопросы:
1. Причины, приведшие к дефолту заёмщика.
2. Перспектива (уровень, стабильность) восстановления платёжеспособности заёмщика.
3. Поведенческая оценка (то есть готовность заёмщика бороться за сохранность своего жилья).
Из числа методов реструктуризации следует выделить:
1. Методы, позволяющие пережить временные финансовые трудности (отсрочка, рассрочка, льготный период).
2. Методы, позволяющие снизить расходы заёмщика на обслуживание своего ипотечного кредита (удлинение срока кредита, перекредитование на новых, желатеольно более мягких рыночных условиях, переезд в более дешёвое жилье).
3. Методы, позволяющие повысить доходы заёмщика (переезд в иной регион, где более востребована специальность заёмщика с заменой предмета залога).

### Задачи реструктуризации с точки зрения государства
1. Обеспечить социальную защиту граждан. Помощь оказывается тем слоям населения, которые не могут найти средств для сохранения текущих платежей по ипотеке и наиболее подвержены риску утраты единственного жилья для проживания.
2. Сохранить и развить институт ипотеки.
- Возможность обратиться за помощью и реструктурировать свой долг — ключевой элемент психологической поддержки ипотеки как многолетнего финансового обязательства.
- Сохранение института обращения взыскания на предмет ипотеки без роста социальной напряжённости в регионах.

3. Стабилизировать положение на рынке недвижимости. Недопущение массового изъятия недвижимости и, как следствие, выброса изъятого в результате обращения взыскания жилья на рынок, что позволит предотвратить обвальное падение цен на рынке жилья.
4. Обеспечить ликвидность банковскому сектору. Средства, выделяемые заёмщиками, в итоге возвращаются в банковскую систему, что улучшает её ликвидность и финансовую устойчивость.

### Основные принципы реструктуризации
- Возвратность: все предоставленные заёмщику средства должны быть возвращены.
- Срочность: средства выделяются заёмщику на фиксированный срок, который больше или равен остатку срока по ипотечному кредиту.
- Платность: за предоставленные на уплату ежемесячных платежей по ипотечному кредиту денежные средства (заём) заёмщику необходимо уплачивать проценты. Причём процентная ставка по предоставляемому займу должна быть не выше, чем по основному ипотечному кредиту. Ставка реструктуризации является ключевым фактором, определяющим успешность реструктуризации.
- Совершенствование: осуществление постоянного сбора и анализа информации и замечаний от участников программы[1].

### Мировой опыт программ оказания помощи ипотечным заёмщикам
Правительственная программа «Схема спасения заёмщиков» в Великобритании (Mortgage Rescue Scheme, UK)
Правительственная программа «Доступное жильё. Программа рефинансирования» в США (Home Affordable Refinance Program, US)
Правительственная программа «Доступное жильё. Модификация» в США (Home Affordable Modification Program, US)
В большинстве стран ЕС (Германия, Франция, Испания, Бельгия и т. д.) в качестве защиты заёмщиков на законодательном уровне предусмотрена обязанность кредитора приложить разумные усилия для достижения договоренности с должником по вопросам погашения задолженности. При этом данная мера действует, как правило, в отношении всех заёмщиков, а не только имеющих единственное жильё. В ряде стран чётко зафиксированы варианты реструктуризации, которые кредитор обязан предложить заёмщику.